# Influence normative
 (juin 2017).
Si vous disposez d'ouvrages ou d'articles de référence ou si vous connaissez des sites web de qualité traitant du thème abordé ici, merci de compléter l'article en donnant les références utiles à sa vérifiabilité et en les liant à la section « Notes et références ».
L'influence normative est un concept de la psychologie sociale. Elle est en relation avec le conformisme et l'influence informationnelle, les trois principaux éléments de l'influence sociale.
Dans un groupe, les membres tendent à rechercher l'approbation des pairs et cherchent à éviter leur désapprobation. Pour parvenir à ce résultat, ils se conforment aux normes du groupe pour prévenir les conflits et éviter d'être rejetés de ce groupe.
L'expérience de Asch où un participant naïf est conduit, contre sa perception, à affirmer qu'un trait visiblement plus court qu'un autre est en fait de la même longueur pour se conformer à l'avis émis par des pairs (qui sont en réalité des complices de l'expérimentateur), est l'exemple le plus courant pour illustrer les effets parfois paradoxaux de l'influence normative.